# Mittelirser Walzenmühle

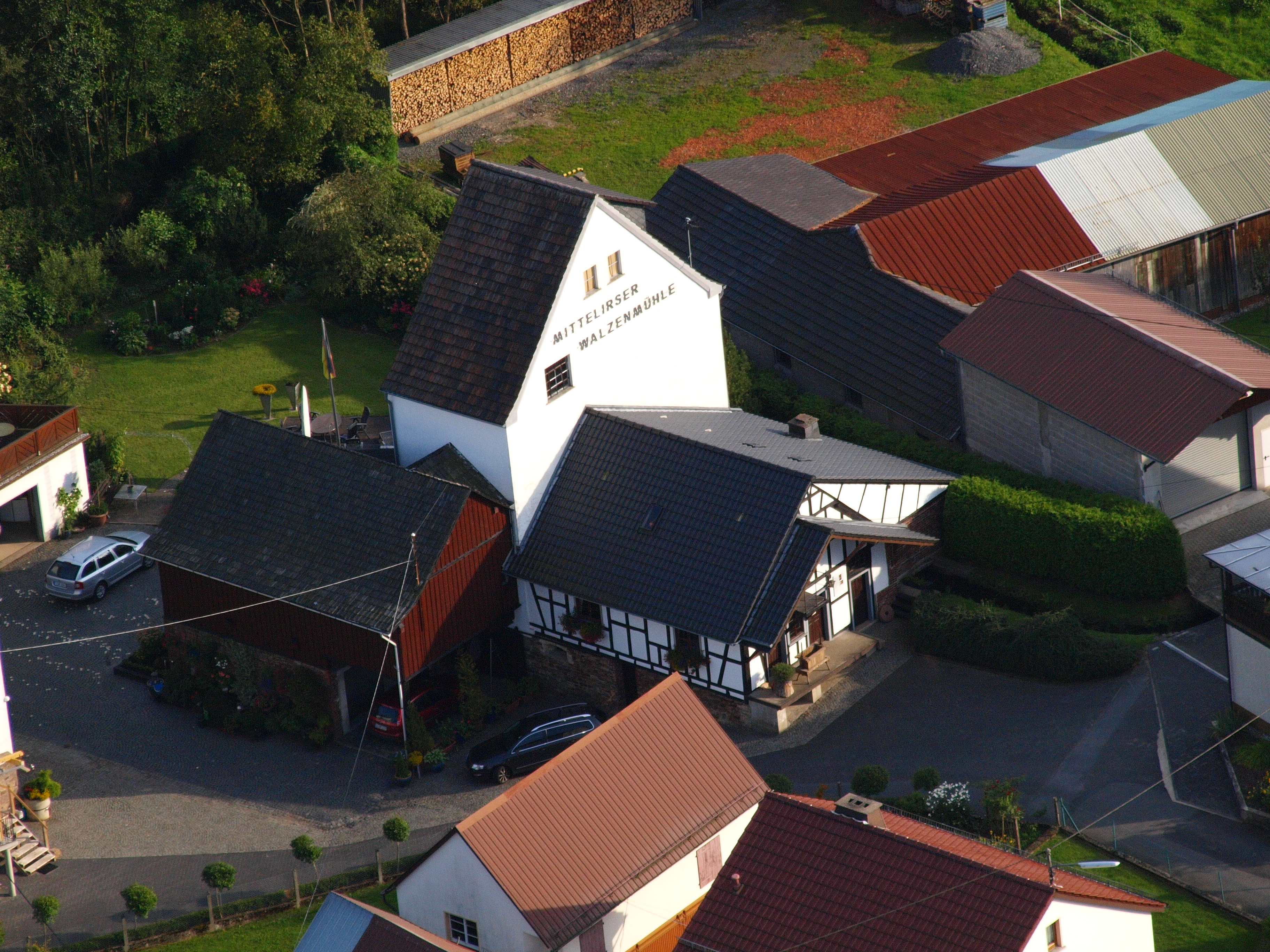
Mittelirser Walzenmühle

Die Mittelirser Walzenmühle in Irsen (in der Gemeinde Windeck im Rhein-Sieg-Kreis) ist eine Wassermühle im mittleren Westerwald, die bis 1993 in Betrieb war. Sie liegt unmittelbar an der Landesgrenze von Nordrhein-Westfalen zu Rheinland-Pfalz.
Neben der Mittelirser Walzenmühle gab es im Irsertal noch weitere fünf Mühlen. Erstmals erwähnt wurde die Mühle 1577, sie ist aber vermutlich wesentlich älter. Seit 1820 befindet sie sich in Familienbesitz. Nach 1948 wurden die historischen Steinmahlgänge durch moderne Walzenstühle abgelöst, die alte Mühlentechnik blieb jedoch erhalten. Das alte eiserne, oberschlächtige Wasserrad mit 3,80 Meter Durchmesser befindet sich im „Eishaus“, einem frostsicheren Raum im Inneren der Mühle, und treibt über ein Kronradgetriebe zwei Mahlgänge an. Von diesem Getriebe zweigt ein Nebengetriebe mit Transmission ab, das die Walzenstühle samt Zusatzgeräten antreibt. Ihr Wasser bekam die Mühle über einen Mühlenweiher oberhalb des Ortes. Die Mühle steht unter Denkmalschutz.